# Jilm pod Starou Ovčárnou
Jilm pod Starou Ovčárnou byl památný strom, který rostl 300 m od křižovatky s komunikací v ulici Závodu míru v Sokolově v Karlovarském kraji.
Solitérní jilm drsný, též horský (Ulmus glabra) s nízkým válcovitým kmenem a hustou korunou tvořenou třemi silnými kosterními větvemi měl měřený obvod 380 cm, výšku 20 m (měření 2008).
Za památný byl vyhlášen v roce 2008 jako esteticky zajímavý strom, významný vzrůstem a dendrologicky cenný taxon a krajinná dominanta.
Dne 15. února 2013 do stromu narazil do stromu v plné rychlosti řidič - sebevrah, který 10 minut před tím upozornil na tísňovou linku, že se stane nehoda. Řidiče záchranáři vyprostili a s těžkými zraněními ho transportoval vrtulník do nemocnice.
Ochrana stromu byla zrušena 15. listopadu 2021 kvůli grafióze, která strom napadla. Silničáři strom pokáceli v roce 2022.

## Stromy v okolí
- Stříbrný javor v Husových sadech
- Dub u chemičky
- Lípa u pomníčku v Hruškové
- Buk nad Hruškovou
- Borovice u Svatavy
- Borovice u Hartenberku
- Smrk pod Hartenberkem
- Lípa u Kopeckých (zaniklá)